# Ивин, Олег Иванович
Олег Иванович Ивин (7 мая 1963, Челябинск) — советский хоккеист, защитник. Выступал в высшей лиге СССР за челябинский «Трактор».

## Биография
Воспитанник челябинской школы хоккея. Тренером на юниорском уровне был Владимир Угрюмов.
Дебютировал в Чемпионате СССР в возрасте 17 лет.
В составе «Трактора» играл в паре с Сергеем Чудиновым. В сезоне 1981/82 играл в одной команде с Валерием Белоусовым, Олегом Знарком, Вячеславом Быковым.
Всего в составе «Трактора» провёл 41 матч в Высшей лиге СССР, отметился 5 (3+2) очками. Также сыграл в 11 международных матчах, в которых очков не набрал.
Закончил карьеру в 21 год.

## Статистика выступлений
|                          |                          |                                | Регулярный сезон | Регулярный сезон | Регулярный сезон | Регулярный сезон | Регулярный сезон |
| Сезон                    | Команда                  | Лига                           | Игр              | Г                | П                | О                | ШТ               |
| ------------------------ | ------------------------ | ------------------------------ | ---------------- | ---------------- | ---------------- | ---------------- | ---------------- |
| 1980/81                  | Металлург (Челябинск)    | Первая лига                    | 1                | 0                | 0                | 0                | 0                |
| 1980/81                  | Трактор                  | Высшая лига                    | 1                | 0                | 0                | 0                | 2                |
| 1981/82                  | Трактор                  | Высшая лига                    | 19               | 2                | 1                | 3                | 2                |
| 1982/83                  | Трактор                  | Высшая лига                    | 21               | 0                | 2                | 2                | 22               |
| 1983/84                  | Металлург (Челябинск)    | Вторая лига. Центральная зона  | 33               | 2                | 1                | 3                | 0                |
| 1984/85                  | Металлург (Челябинск)    | Вторая лига. Центральная зона  | 38               | 8                | 2                | 10               | 36               |
| 1984/85                  | Металлург (Челябинск)    | Вторая лига. Переходный турнир | 10               | 3                | 2                | 5                | 2                |
| Всего в чемпионатах СССР | Всего в чемпионатах СССР | Всего в чемпионатах СССР       | 41               | 2                | 3                | 5                | 24               |

## Достижения
- Серебряный призер Чемпионата СССР 1979/1980 среди юношей